# Nhánh tiệm cận khổng lồ

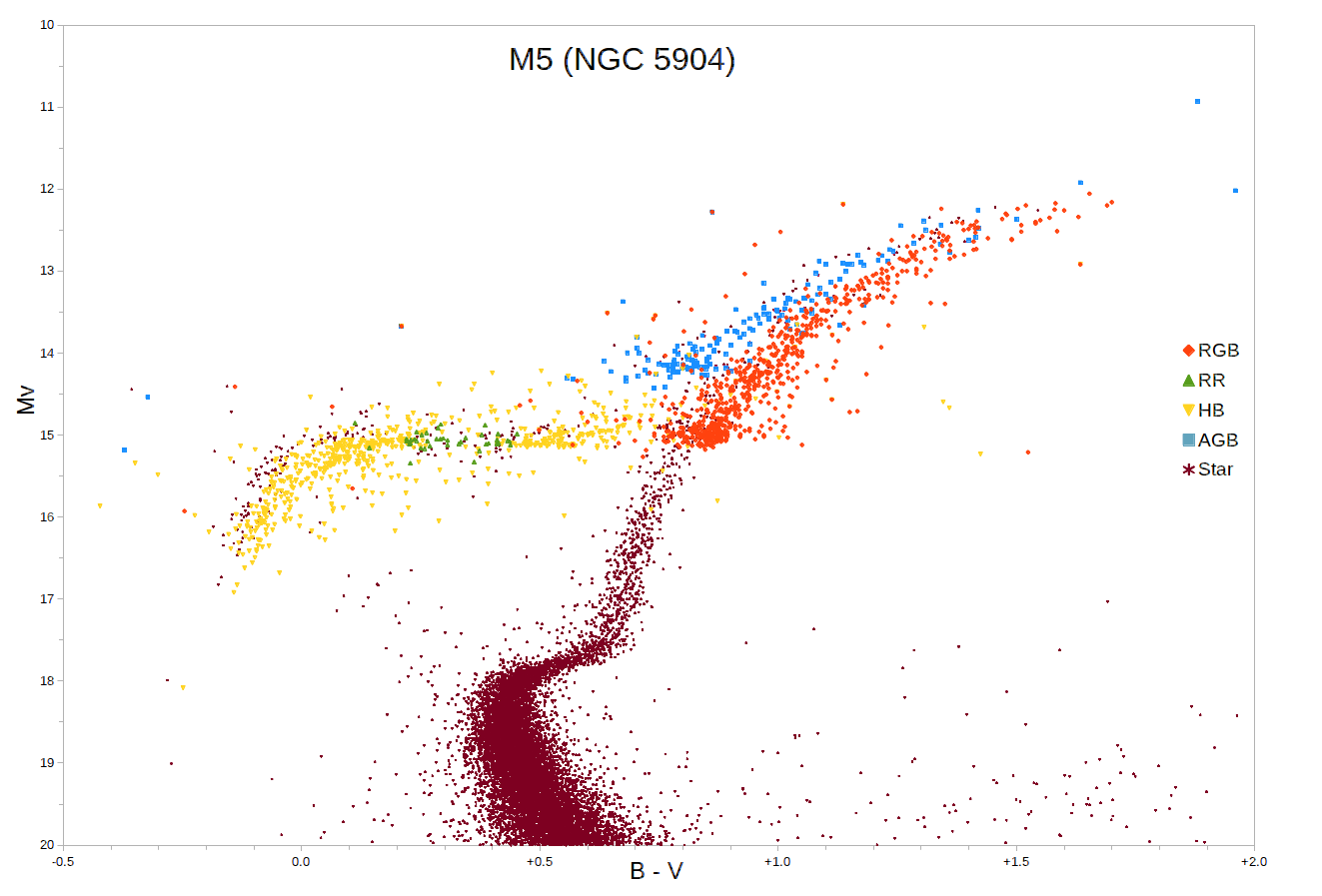
Biểu đồ H – R của cụm sao cầu M5, với các ngôi sao thuộc nhánh tiệm cận khổng lồ đã biết, được đánh dấu bằng màu xanh lam, hai bên là một số ngôi sao thuộc nhánh khổng lồ đỏ có độ sáng lớn hơn, được biểu thị với màu cam.

Nhánh tiệm cận khổng lồ (AGB) hay nhánh sao tiệm cận khổng lồ là một vùng thuộc biểu đồ Hertzsprung – Russell chứa các ngôi sao sáng, nguội lạnh đã tiến hóa. Đây là một trong những giai đoạn tiến hóa sao xảy ra ở tất cả các ngôi sao có khối lượng từ thấp đến trung bình (0,6–10 lần khối lượng Mặt Trời) vào cuối vòng đời của chúng.
Theo quan sát, một ngôi sao nằm trong nhánh tiệm cận khổng lồ sẽ có dạng giống như sao khổng lồ với độ sáng gấp hàng nghìn lần mặt trời. Cấu trúc nội tại của các sao này đặc trưng bởi một lõi chứa cacbon và oxy, có kích thước lớn, trơ ở vùng trung tâm, một lớp vỏ nơi khí heli đang trong quá trình nóng chảy để chuyển hóa thành carbon (hay còn gọi là quá trình ba-alpha), một lớp vỏ khác nơi hydro đang thực hiện phản ứng tổng hợp tạo thành heli (hay còn gọi là quá trình tổng hợp hạt nhân sao) cùng một lớp vỏ lớn chứa vật chất có thành phần tương tự như các sao nằm trong dãy chính (ngoại trừ các sao cacbon).